# Andrea de Adamich
Andrea Lodovico de Adamich (Trst, Italija, 3. listopada 1941. - ) je bivši talijanski vozač automobilističkih utrka.